# Würfelzoll

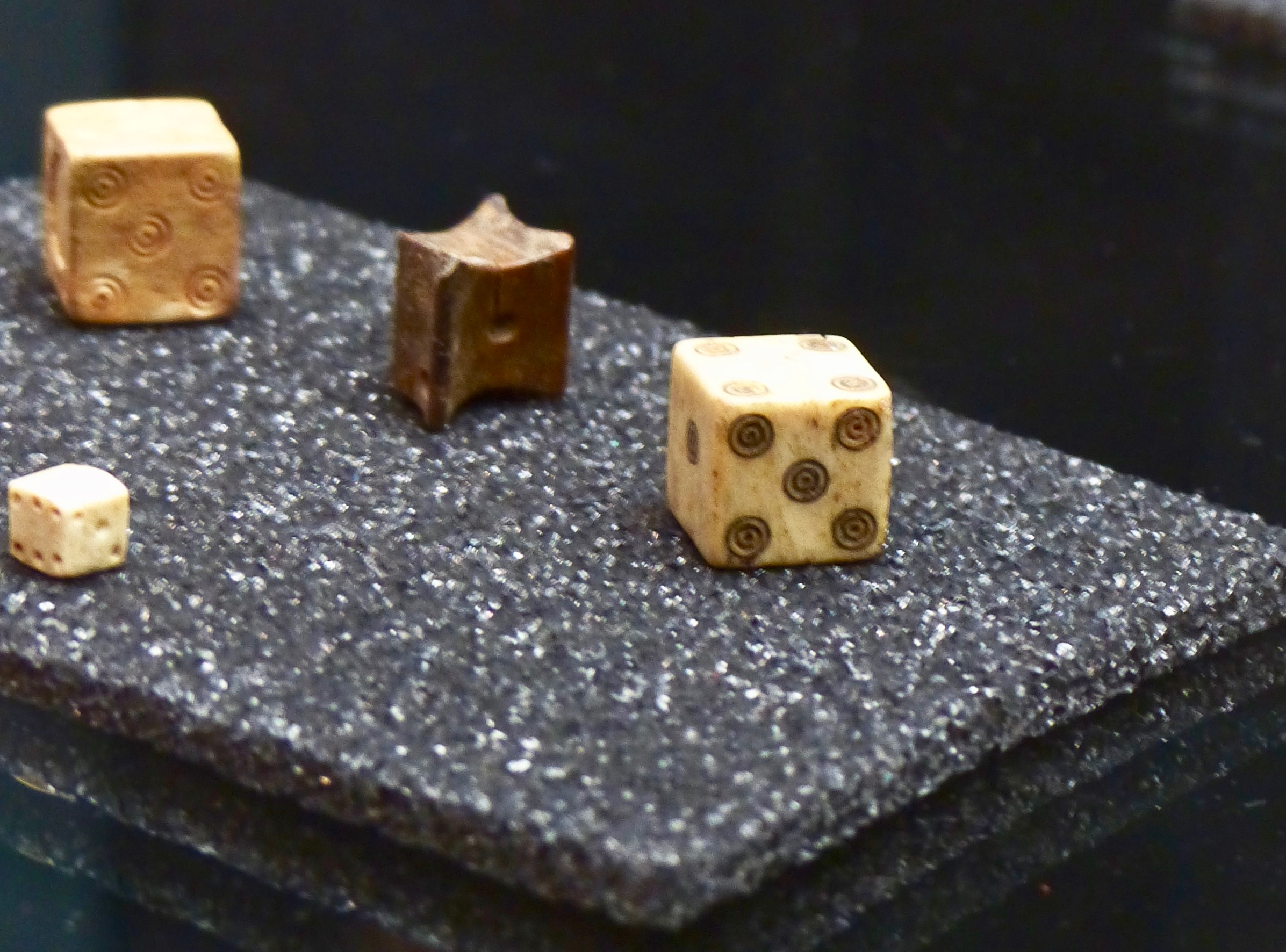
Mittelalterliche Würfel

Der Würfelzoll war eine vom Mittelalter bis ins 17. Jahrhundert regional vorkommende Form beziehungsweise Ergänzung des Leibzolls, mit dem sich alle Juden, auch Frauen, freies Geleit durch Zollstellen erkaufen mussten. Der Leibzoll war eine Geldzahlung, wohingegen beim Würfelzoll beim Überschreiten von Zollgrenzen vergleichsweise wertlose Würfel übergeben werden mussten. Auch außerhalb des offiziellen Zollhandelns spielte er als beliebte antijüdische Schikane eine Rolle.

## Zeitliche und räumliche Einordnung
Die zeitlichen Ursprünge für den Würfelzoll sind unbekannt, vermutet wird ein erstmaliges Vorkommen zum Ende des 13. oder Anfang des 14. Jahrhunderts. Die frühesten schriftlichen Nachweise entstammen Urkunden aus dem Jahr 1378, als mehrere Lehnsherren (Nassau, Trier, Mainz) ihren jüdischen Untertanen den Würfelzoll erließen. In späteren Jahren gab es immer wieder zeitweilige Befreiungen und erkaufte Privilegien – aber auch wenn der Brauch im 15. Jahrhundert aus der Mode kam, blieb er bis zum 17. Jahrhundert vereinzelt in Anwendung, manchmal sogar nach Abschaffung des eigentlichen Leibzolls. Zahlreiche Belege weisen darauf hin, dass sich der Brauch recht hartnäckig über die Jahrhunderte hielt. Regional ist der Würfelzoll neben den Erzstiften Mainz und Trier sowie Hessen vor allem in Oberrheingebieten (Schweiz, Liechtenstein bis nach Reutte in Tirol) nachweisbar.

## Formen
Der Wert der Würfel war sehr gering, es ging um eine Art Trinkgeld gegenüber den Zollbeamten, das dem normalen Leibzoll oft beigegeben wurde, ihn zuweilen auch ersetzte. Es wurde wegen des geringen Werts auch nicht gegenüber dem Zollherrn abgerechnet. Die ursprüngliche Funktion einer „Zugabe“ zum Leibzoll, mit dem Zöllner sich ihre Wartezeiten durch das Würfelspiel verkürzen konnten, dürfte sich in späteren Zeiten zu einer reinen Schikane oder „Strafe“ entwickelt haben, da die von den Juden in Folge mitgeführten Würfel nicht nur wertlos, sondern auch aus minderwertigem Material, z. B. Papier hergestellt waren. In einzelnen belegten Fällen wurden statt Würfeln Spielkarten verlangt. Der Kölner Autor Ernst Weyden bezeichnete den Würfelzoll 1867 als „eine der vielen vexatorischen Quälereien“ und „nichtssagenden Spott“.
Umfang der Abgabe war häufig ein sogenannter Pasch; gemeint war damit ein Satz von drei Würfeln.
Eine neben der offiziellen Variante des Würfelzolls vorkommende, „wilde“ Form war der sogenannte Würfelfrevel oder die Würfelheischung, bei dem Vertreter des einfachen Volkes, häufig betrunkene junge Männer, jüdische Reisende oder Passanten belästigten oder bedrohten und so die Herausgabe von Würfeln erpressten. Erhielten sie diese nicht, kam es nicht selten zu Misshandlungen. Juden setzten sich durchaus zur Wehr, entweder handgreiflich oder auch juristisch, belegt sind beispielsweise Verurteilungen der Täter zu Turmstrafen. Diese Form ist im Frankfurter Bürgermeisterbuch von 1473 erstmals nachgewiesen und 1714 noch ausführlich von Johann Jacob Schudt in seinem Werk Jüdische Merckwürdigkeiten dokumentiert.

## Deutungsversuche
Quellen zu den Ursprüngen oder Gründen des Würfelzolls scheinen nicht überliefert. Der Historiker Gerd Mentgen bietet verschiedene Deutungsansätze an:
Der auch bei anderen Autoren verbreitetste Deutungsversuch sind diskriminierende „Bestrafungsakte“ für die jüdische Beteiligung an der biblisch überlieferten oder volkstümlich ergänzten Passionsgeschichte Christi. Sie lässt sich bei verschiedenen antijüdischen Maßnahmen finden, etwa mit Verbindung zur Zahl 30 (Anzahl Silbermünzen des Judaslohns), Misshandlungen mit glühenden Nägeln (Legenden zur jüdischen Beteiligung beim Schmieden von Kreuznägeln) usw. Hierzu passt die Interpretation des Würfelzolls als Strafe für das Verlosen/Verspielen des Gewands Christi. Sie ergibt sich aus einer Stelle im Evangelium nach Matthäus 27,35:
„Nachdem sie ihn gekreuzigt hatten, warfen sie das Los und verteilten seine Kleider unter sich.“ – was in zeitgenössischen Abbildungen auch als Würfeln um die Kleidung dargestellt wurde. Die Archäologin Tanja Potthoff wies in diesem Zusammenhang in ihrem Aufsatz 2015 darauf hin, dass der Würfelzoll mit am frühesten im Trierer Raum nachweisbar ist, wo die Heilig-Rock-Reliquie als ein Fragment der Tunika Jesu Christi verehrt wurde.
Umgekehrt könnten sich manche Schikanen als Verhöhnung jüdischer Bräuche deuten lassen, etwa solchen aus dem Purimfest. Eine ähnliche Verbindung ließe sich – laut Gerd Mentgen – möglicherweise zu den würfelartigen jüdischen Chanukka-Dreideln herstellen, denen womöglich von Außenstehenden besondere Kräfte zugeschrieben wurden. Unter anderem begründet der Historiker diesen Ansatz aus den zeitgenössischen Quellen zum Würfelfrevel, in denen häufig davon die Rede ist, dass insbesondere Würfel mit roter Beschriftung erpresst werden sollten.
Schließlich sei auch nicht auszuschließen, dass das auch bei Juden verbreitete Würfelspiel, das aus kirchlicher Sicht „Teufelswerk“ war, zu den Ursprüngen des Würfelzolls beigetragen haben könnte. Würfelmacher als Handwerksstand sind auch bei Juden beziehungsweise in jüdischen Vierteln belegt – der Nachname Würfel, Wörpel oder Werfel kommt sowohl bei Juden als auch Christen vor.